# Zero-copy
Zero-copy (дословно с англ. — «ноль копирований») — описывает операции, в ходе которых процессор не выполняет задачи копирования данных из одной области памяти в другую. Термин применяется для описания технологий, которые помогли уменьшить количество копирований между промежуточными буферами.

## Обзор
Версии zero-copy для элементов операционной системы, таких как драйверы устройств, файловые системы и стеки сетевых протоколов, значительно увеличивают производительность определенных прикладных программ и более эффективно используют системные ресурсы. Производительность улучшается за счет предоставления возможности процессору переходить к другим задачам во время копирования данных, выполняемого параллельно в другой части машины. Кроме того, операции zero-copy снижают число затратных по времени переключений между режимами ядра и пользователя. Системные ресурсы используются более эффективно, так как использование такого сложного устройства как процессор для выполнения операций копирования, что само по себе является довольно простой задачей, весьма расточительно, если прочие более простые компоненты системы самостоятельно могут выполнить копирование.
Способы создания ПО с поддержкой zero-copy включают в себя использование копирования на основе технологии DMA и отображение в памяти (memory mapping) через блок управления памятью (MMU). Эти особенности требуют специфической аппаратной поддержки и обычно включают в себя определенные требования к выделению памяти.
Протоколы с zero-copy очень важны для высокоскоростных сетей, в которых ёмкость сетевого соединения приближается к или превосходит возможности обработки процессором. В этом случае процессор проводит почти все время, копируя передаваемые данные, и таким образом становится узким местом («бутылочным горлышком»), устанавливающим ограничение скорости соединения ниже его возможностей. Приближенный подсчет, используемый в индустрии, говорит, что примерно один тактовый цикл процессора требуется для обработки одного бита входящих данных. Например, процессор с тактовой частотой в 1 ГГц может обрабатывать сетевое соединение с пропускной способностью в 1 Гбит/сек при обычном копировании данных, но этот же самый процессор «захлебнется», работая с 10-гигабитным соединением. Именно поэтому ПО с поддержкой zero-copy становится крайне необходимым. Сетевые соединения свыше 1 Гбит/сек и, следовательно, и сетевое ПО с поддержкой zero-copy на данный момент ограничены использованием лишь в суперкомпьютерных кластерах, крупных индустриальных (особенно государственных, научных и коммерческих) центрах данных (ЦОД) и так далее. Однако, по мере развития информационных технологий и по мере того, как сети с пропускной способностью в 1 Гбит/сек, 10 Гбит/сек и даже 100 Гбит/сек становятся все более распространенными, решения с zero-copу так же начинают пользоваться все большим спросом, так как пропускная способность сетей растет быстрее производительности процессоров.
Протоколы zero-copу обладают некоторыми первоначальными накладными расходами, связанными с подготовкой регионов памяти для DMA-операций, так что отказ от программного ввода-вывода (PIO) приемлем только для больших пакетов данных либо для больших потоков и адаптированного ПО.
В основе протоколов RDMA (англ. Remote Direct Memory Access) лежат методики zero-copу.
Некоторые операционные системы (включая Linux) поддерживают технологии zero-copу для передачи файлов в сеть за счет специфических API-функций, как например, sendfile и sendfile64, splice, vmsplice.

## Реализации и примеры использования
Корпорация Oracle Corporation разработала и внедрила в свои продукты протокол RDS, в значительной мере опирающийся на технологию zero-copу.